# Alexéi Domínguez
Alexéi Domínguez Figueroa (Apatzingán, 3 gennaio 2005) è un calciatore messicano, attaccante del Pachuca.

## Caratteristiche tecniche
Gioca come ala destra.

## Carriera

### Club
È cresciuto nel settore giovanile del Pachuca, con cui ha debuttato il 24 settembre 2023 nell'incontro di Liga MX pareggiato 0-0 contro il Guadalajara.

### Nazionale
Ha giocato con la nazionale messicana Under-20.

## Statistiche

### Presenze e reti nei club
Statistiche aggiornate al 9 gennaio 2025.
| Stagione        | Squadra         | Campionato      | Campionato | Campionato | Coppe nazionali | Coppe nazionali | Coppe nazionali | Coppe continentali | Coppe continentali | Coppe continentali | Altre coppe | Altre coppe | Altre coppe | Totale | Totale | Totale |
| Stagione        | Squadra         | Comp            | Pres       | Reti       | Comp            | Pres            | Reti            | Comp               | Pres               | Reti               | Comp        | Pres        | Reti        | Pres   | Reti   |        |
| --------------- | --------------- | --------------- | ---------- | ---------- | --------------- | --------------- | --------------- | ------------------ | ------------------ | ------------------ | ----------- | ----------- | ----------- | ------ | ------ | ------ |
| 2023-2024       | Pachuca         | LMX             | 20         | 0          | -               | -               | -               | -                  | -                  | -                  | LC          | 0           | 0           | 20     | 0      |        |
| 2024-2025       | Pachuca         | LMX             | 3          | 0          | -               | -               | -               | CCC                | 4                  | 0                  | LC+CInt     | 0+1         | 0           | 8      | 0      |        |
| Totale carriera | Totale carriera | Totale carriera | 23         | 0          |                 | -               | -               |                    | 4                  | 0                  |             | 1           | 0           | 28     | 0      |        |

## Palmarès

### Club

#### Competizioni internazionali
- CONCACAF Champions' Cup: 1

Pachuca: 2024
- Challenger Cup: 1

Pachuca: 2024
- Derby delle Americhe: 1

Pachuca: 2024